# Düsseldorf (região)
Düsseldorf ou Dusseldórfia é um dos cinco Regierungsbezirke (distritos administrativos) da Renânia do Norte-Vestfália, na Alemanha, localizado no noroeste do país. Abrange a parte ocidental da região do Ruhr, bem como a Niederrheinische Tiefebene, a área do baixo Reno. É a área administrativa mais populosa de toda a Alemanha desse tipo. É a única área na Alemanha onde os dialetos tradicionais são do grupo linguístico Baixo Franconiano, em vez de Baixo Alemão ou Alto Alemão.
Foi criada como uma subdivisão do Renânia Prussiana quando a Prússia reformou sua administração interna em 1815. Em 1822, o Regierungsbezirk Kleve foi incorporado ao Regierungbezirk Düsseldorf.
Seu ponto mais alto é o Brodtberg (378 m).

## Subdivisões administrativas
A região de Düsseldorf está dividida em cinco distritos (Kreise) e dez cidades independentes (Kreisfreie Städte), que não pertencem a nenhum distrito.
- Kreise (distritos):
  - Cleves (Kleve)
  - Mettmann
  - Distrito do Reno de Neuss (Rhein-Kreis Neuss)
  - Viersen
  - Wesel
- Kreisfreie Städte (cidades independentes):
  - Duisburgo (Duisburg)
  - Dusseldórfia (Düsseldorf)
  - Éssen (Essen)
  - Krefeld
  - Mönchengladbach
  - Mülheim do Ruhr (Mülheim an der Ruhr)
  - Oberhausen
  - Remscheid
  - Solingen
  - Wuppertal

## Economia
O Produto Interno Bruto (PIB) da região foi de 215,7 bilhões de euros em 2018, correspondendo a 6,4% do produto econômico da Alemanha. O PIB per capita ajustado pelo poder de compra foi de 38.100 euros, ou 126% da média da União Europeia de 27 países no mesmo ano. O PIB por empregado foi de 108% da média da União Europeia.